# Jacques Cellerier
Ne doit pas être confondu avec cellérier.
Jacques Cellerier, né le 11 novembre 1742 à Dijon et mort à Paris le 20 mars 1814, est un architecte français au style néoclassique  dont on peut découvrir les bâtiments essentiellement à Paris et Dijon.

## Biographie
Fils d'aubergistes dijonnais, élève de Nicolas Lenoir, à qui il était apparenté, il poursuit sa formation à l'Académie royale d'architecture. En compagnie de son ami le sculpteur Jean-Antoine Houdon, il fut pensionnaire du Roi à Rome avant d'être nommé ingénieur de la généralité de Paris. On retient surtout de son œuvre les hôtels particuliers et les théâtres.
Partisan des Lumières, il dessina l'imposant char funèbre qui transporta les cendres de son ami Voltaire au Panthéon en 1791.
En 1790, il réalisa les dessins pour l'arc de triomphe du Champ-de-Mars pour la fête de la Fédération.
En 1800, à l'occasion de la célébration du Traité de Mortefontaine entre la France et les États-Unis, il procéda à la réfection du théâtre du château de Mortefontaine.
En 1807, Napoléon Ier le chargea d'ériger, place de la Bastille, un monument à la gloire de ses victoires sur les Anglais et les Russes. Il fut finalement remplacé pour ce projet par Jean-Antoine Alavoine.
En 1812, Napoléon Ier lui confia le projet de construction d'un palais des Archives dont la première pierre fut posée le 15 août, jour de la Saint-Napoléon, l'Empereur étant en pleine campagne de Russie, devant Smolensk. Ce palais des Archives devait être situé dans le nouveau quartier administratif conçu par l'Empereur et devait faire face au Palais du Roi de Rome, à l'une des quatre extrémité du Champ de Mars, au levant et en bord de Seine. Sa réalisation devait être confiée à l'architecte Jacques Cellerier. Les événements de 1815 et la chute de l'Empire vinrent cependant mettre un terme à ce projet qui resta inachevé.
En 1813, il réutilisa le style gothique, pour la première fois depuis l'achèvement de la cathédrale Sainte-Croix d'Orléans, à la basilique Saint-Denis, qui fut dotée d'une chapelle gothique richement décorée. Cellerier construisit aussi un chœur d'hiver néoclassique.
Il meurt en mars 1814 à Paris et est enterré au cimetière du Père-Lachaise (24e division).
Une rue de Dijon porte son nom.

## Galerie

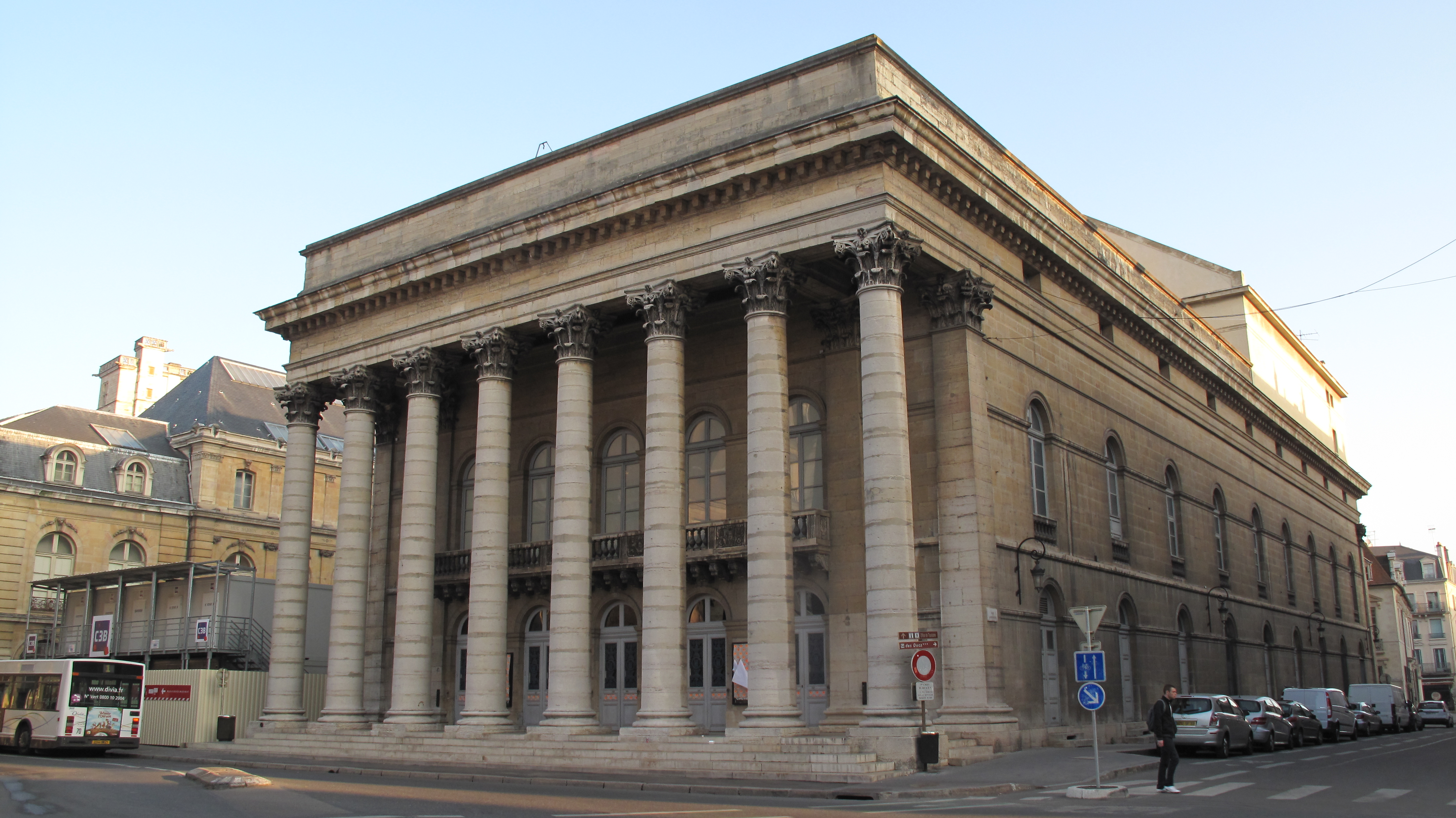
Le Grand Théâtre de Dijon.
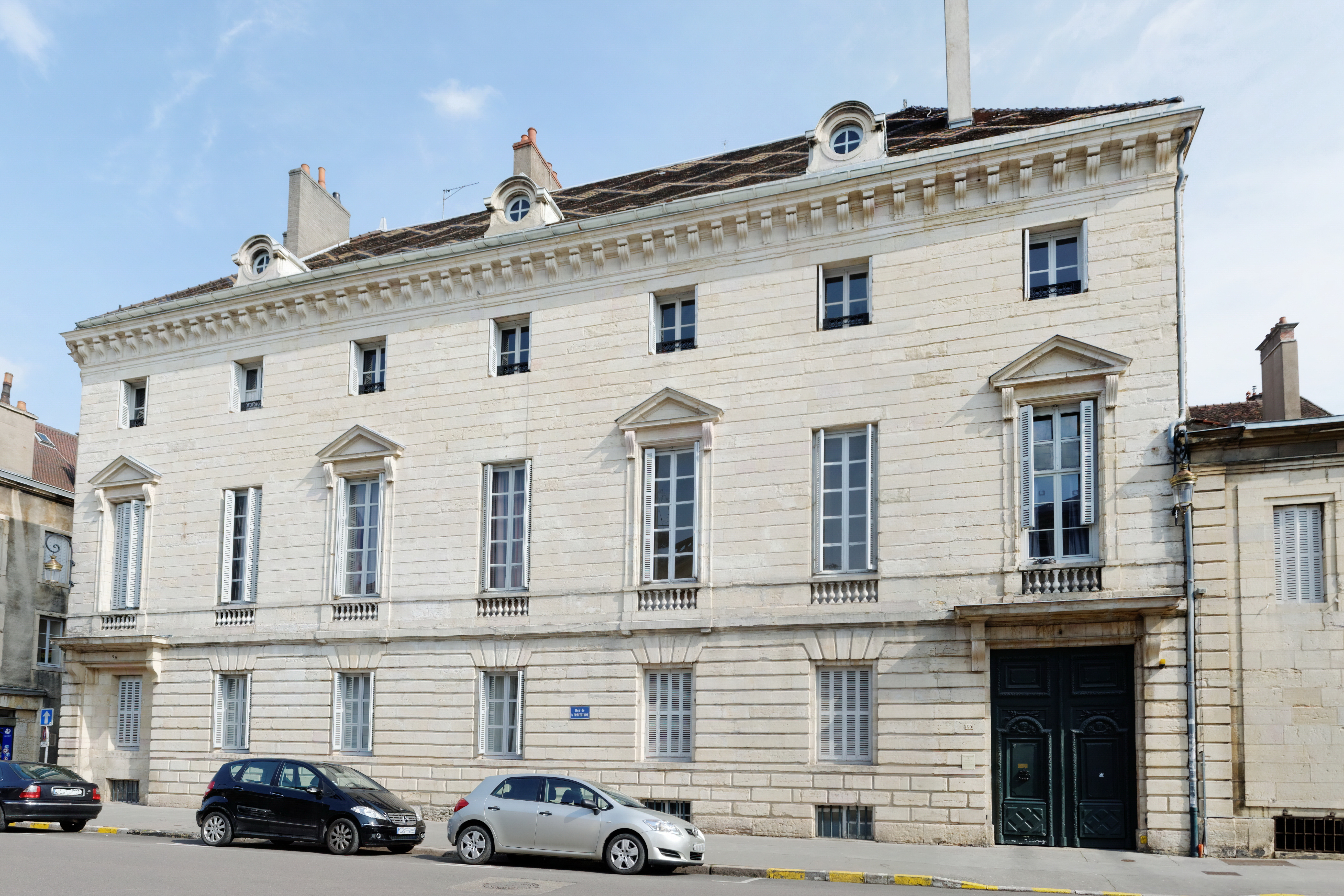
L'hôtel Esmonin de Dampierre à Dijon.
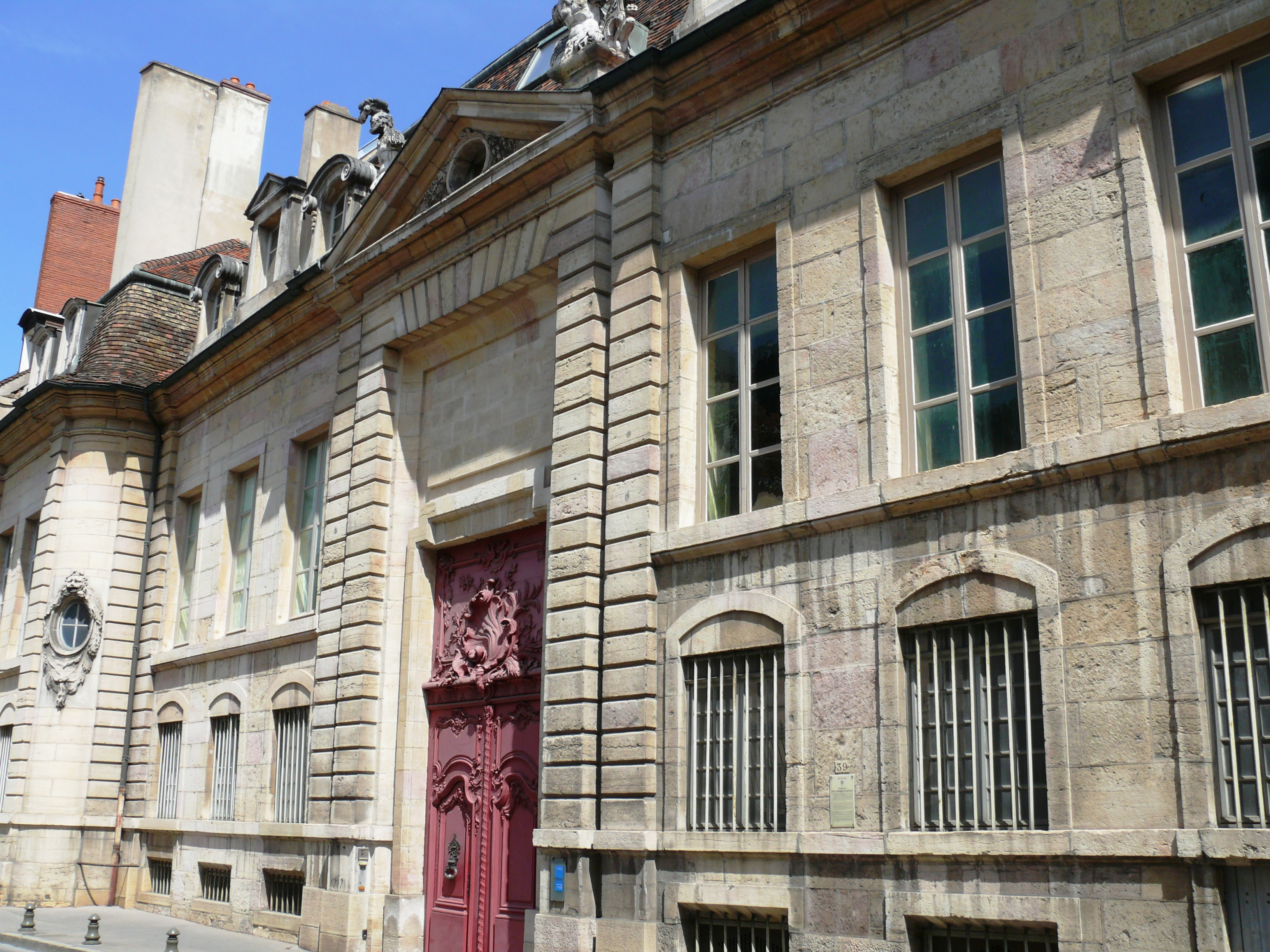
L'hôtel Chartraire de Montigny à Dijon.
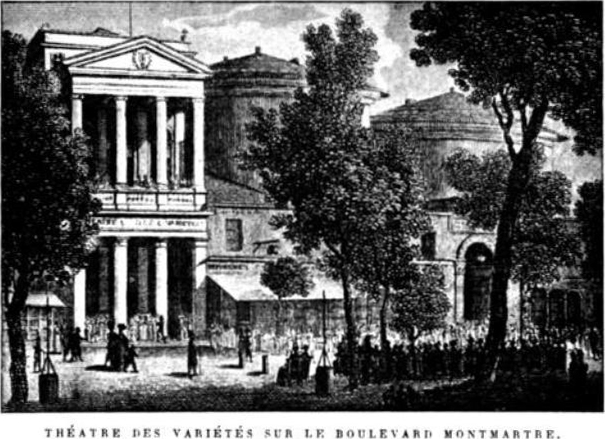
Le théâtre des Variétés, vers 1820.
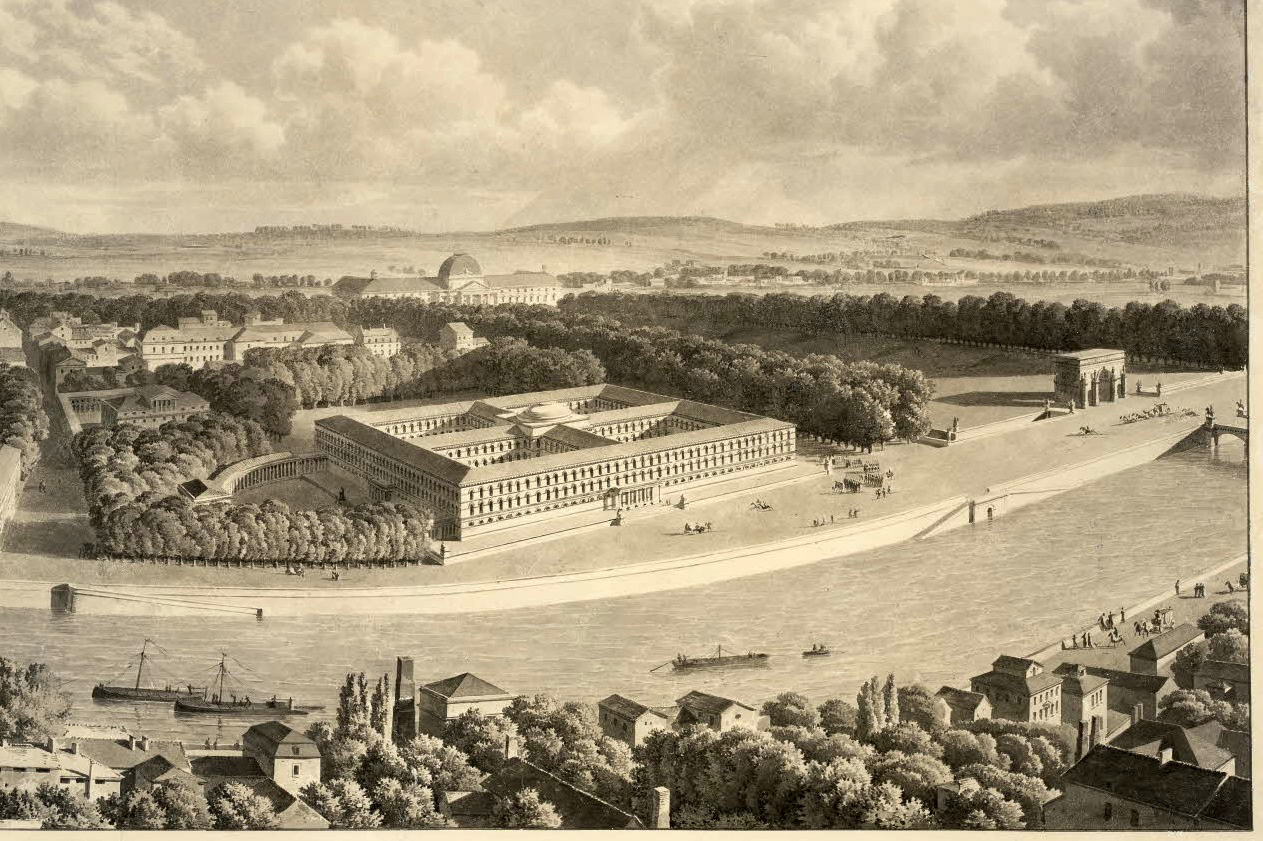
Projet de Palais des Archives en 1812.
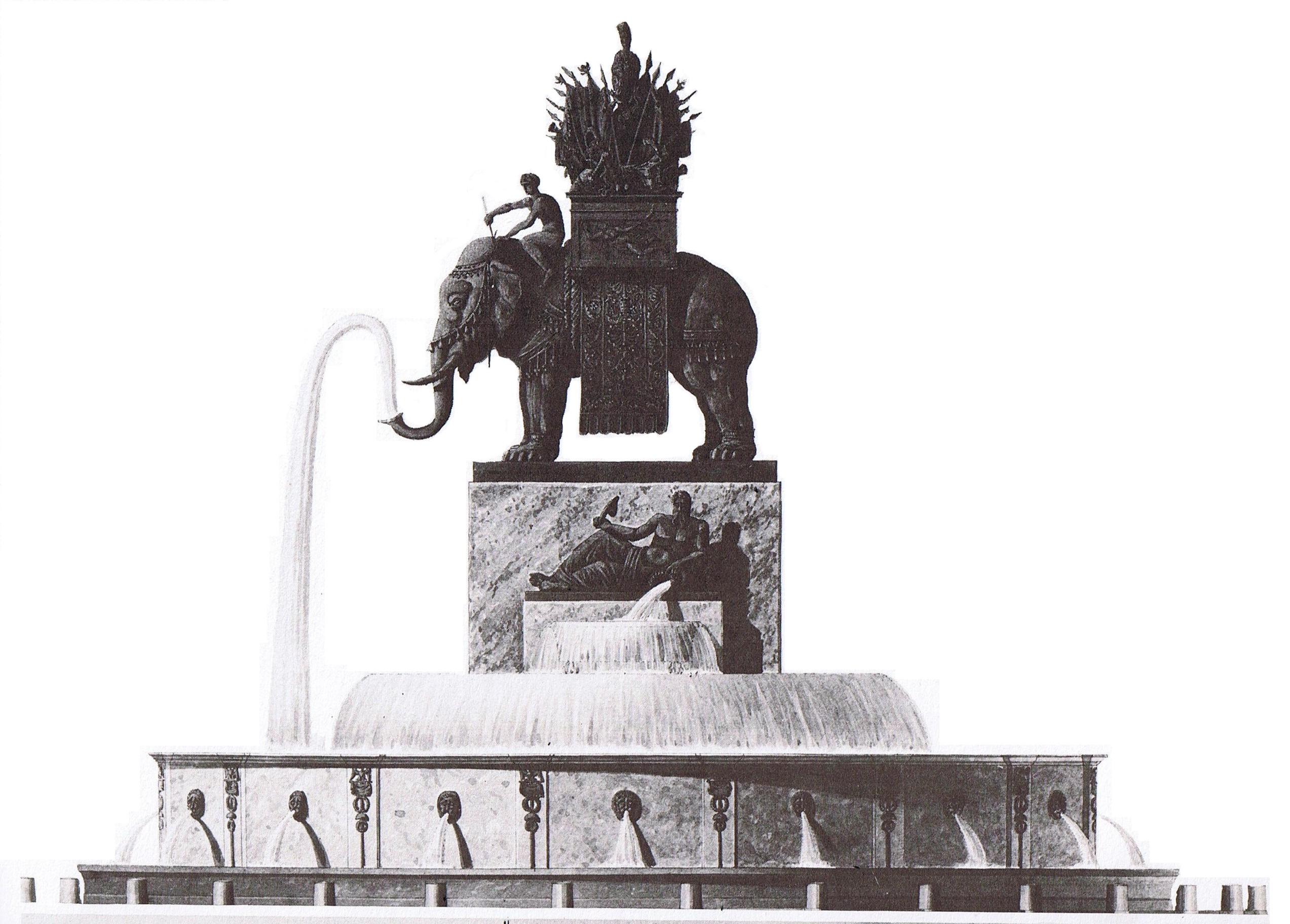
Éléphant de la Bastille, projet initial de 1809.

## Œuvres

### À Paris
- Le Théâtre de l'Ambigu-Comique, boulevard du Temple (1769)
- L'hôtel de Verrière, rue Verte-Saint-Honoré (1774)
- L'hôtel de Mme d'Épinay, rue de la Chaussée-d'Antin (1776-1777)
- La maison du duc de Laval, boulevard du Montparnasse (1777)
- Hôtel construit pour Cousin de Méricourt au 19 boulevard Poissonnière. Cellerier l'habita.
- La maison du prince de Soubise, rue de l'Arcade (1787-1788)
- Le Théâtre des Variétés, boulevard Montmartre (1806-1807)[5]
- Restauration de la Porte Saint-Denis (1807)

### À Dijon
- L'Hôtel Chartraire de Montigny, rue Vannerie (trésorier des États de Bourgogne) (1779)[6],[7]
- Le Grand Théâtre de Dijon, place du Théâtre. Cellerier ne fit que le commencer, car sa première pierre fut posée en 1810, mais les travaux furent suspendus de 1811 à 1822. Ils reprirent sous la direction de l'architecte parisien Vallot ; le monument fut achevé en 1828[8],[9].
- L'hôtel Esmonin de Dampierre, rue de la Préfecture[10]

### À Maisons-Alfort
- Aménagement de l'école dite École Royale Vétérinaire d'Alfort, actuellement École Nationale Vétérinaire[11].

### À Compiègne
- L'ancienne prison (1773-1778).

### À Tremblay-en-France
- Réfection de l'église Saint-Médard (1781).

### À Châtenay-en-France
- L'église Saint-Martin (1784-1787)[12].

### À Saint-Germain-en-Laye
- Modification du regard d'Hennemont à Saint-Germain-en-Laye (1787)[13].

### À Sainte-Geneviève-des-Bois
- L'église (1789-1812)[14].

### À Mortefontaine
- Réfection du théâtre du château de Mortefontaine (1800).

### À Saint-Denis
- Restauration de la basilique Saint-Denis (1813-1819)[15].